# سامورایی ۷
سامورایی ۷ (به ژاپنی: サムライセブン Samurai Sebun) یک مجموعه انیمه ژاپنی که توسط استودیو گونزو و براساس فیلم حماسی هفت سامورایی (۱۹۵۴) اثر آکیرا کوروساوا ساخته شده‌است. این مجموعه به تعداد ۲۶ قسمت و به کارگردانی توشیفومی تاکیزاوا از ژوئن تا دسامبر ۲۰۰۴ در تلویزیون ماهواره‌ای انیماکس پخش شد.